# Claude Louis d'Espinchal
Claude Louis d'Espinchal, marquis de Massiac, né le 15 novembre 1686 à Brest, et décédé le 15 août 1770 à l'hôtel de Massiac, Paris, est un aristocrate, officier de marine, capitaine négrier, planteur et homme politique français des XVIIe et XVIIIe siècles. Vice-amiral du Levant, il est Secrétaire d'État de la Marine entre le 31 mai et le 31 octobre 1758.

## Biographie

### Origines et famille
Claude Louis d'Espinchal est issu de la Maison d'Espinchal, une famille noble d'origine chevaleresque. Originaire d'Auvergne, elle a pris son nom d'Espinchal, un terre située entre Condat et Besse,. Il est le fils unique de Barthélémy Massiac, écuyer (1626-1700) et d'Hélène du Maz. Son père, ingénieur ayant œuvré à la construction du Grand Canal à Versailles, est aussi négociant et marchand d'esclaves.

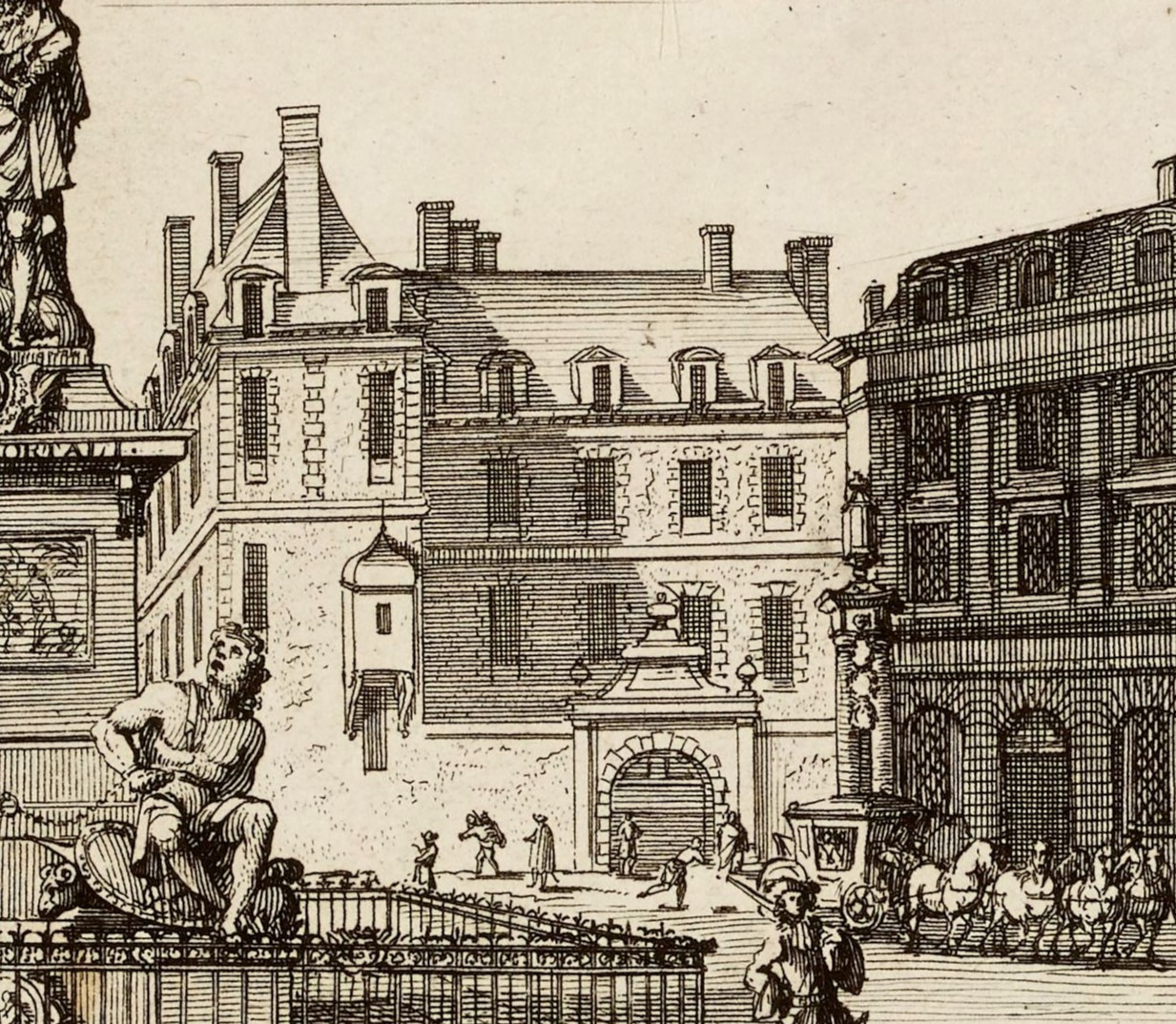
L'hôtel de Massiac, place des Victoires à Paris, où se réunira le club du même nom, puis deviendra le premier siège de la Banque de France.

Son petit-neveu, Claude-Louis-René de Mordant, marquis de Massiac (1746–1806), hérite de sa fortune, composée notamment de plantations de canne à sucre dans la colonie de Saint-Domingue. Il hérite aussi de l'Hôtel de Massiac, dans lequel il tient le Club Massiac, lobby des colons esclavagistes, opposé à la Société des amis des Noirs. Secrétaire d'État à la Marine sous le règne de Louis XV, il termine sa carrière militaire avec le grade de vice-amiral de la flotte du Levant.

### Carrière militaire et politique

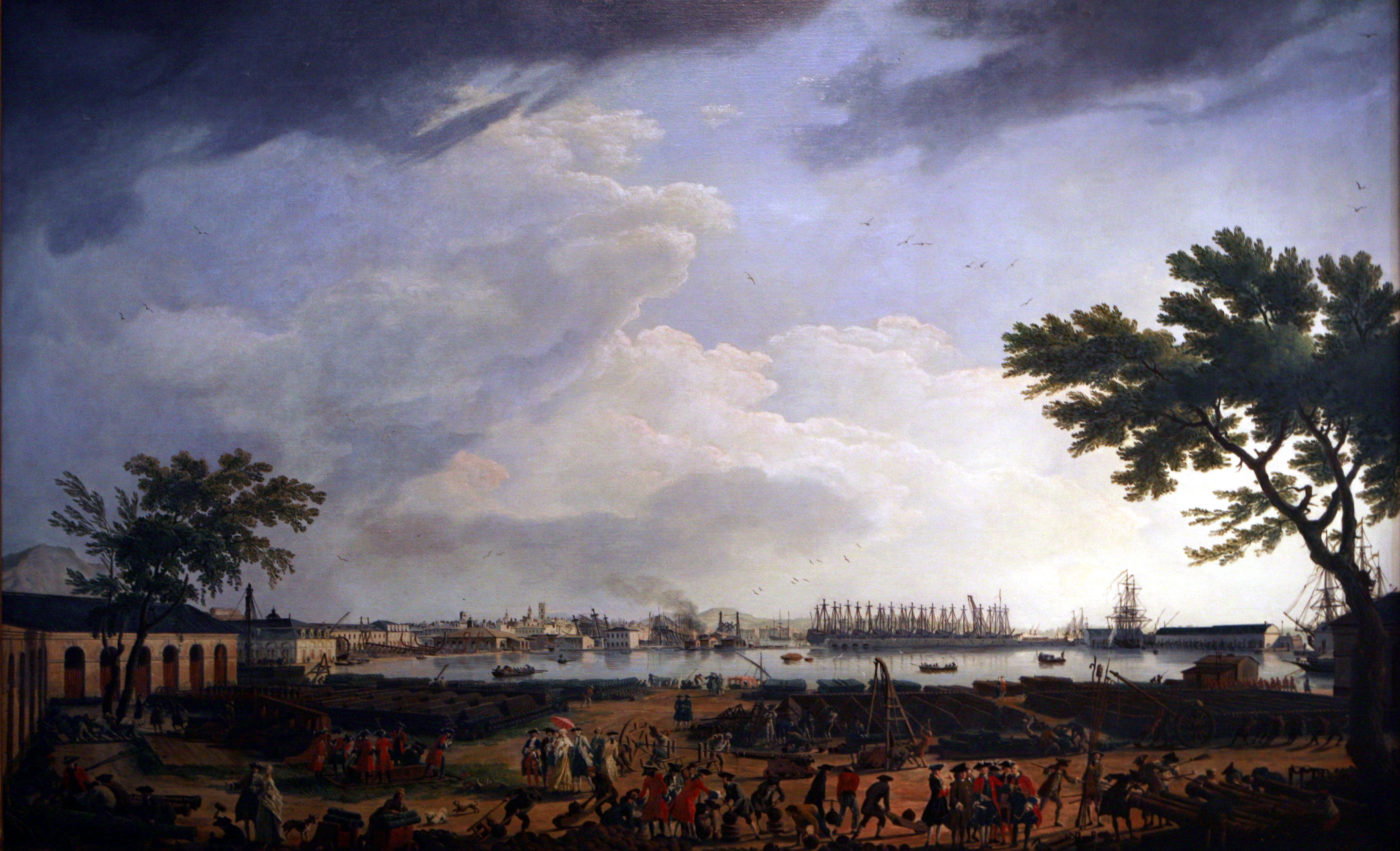
Le port de Toulon au milieu du XVIIIe siècle, à l'époque ou Massiac y est fait Lieutenant-général des armées navales.

Il entre dans la Marine royale, dans une compagnie de garde-marine en 1704. Il se distingue dans plusieurs campagnes réussies contre les pirates ottoman en Méditerranée ; notamment en participant à plusieurs campagnes de bombardements de leurs ports, ainsi qu'a la capture de navires barbaresques.
De 1728 à 1730, il est capitaine de la Sirène, navire négrier armé par la Compagnie des Indes, qui part de Lorient et passe par l'île de France, Bourbon, l'Inde, Madagascar, et la Martinique avant de revenir à son port de départ.
Élevé au rang de chef d'escadre des armées navales en 1751, il est fait Lieutenant-général des armées navales en 1756, au début de la guerre de Sept Ans.
Il est nommé secrétaire d'État de la Marine, le 31 mai 1758, en remplacement de François Marie Peyrenc de Moras, mais ne restera en place que quelques mois, sous la tutelle de M. Le Normant de Mezy, cousin de Madame de Pompadour, qui le juge sévèrement : « accoutumé à Toulon à penser et à agir d'après les suggestions de ses alentours, parmi lesquels il avait trouvé quelques hommes de tête, il apporta au ministère dans sa personne une nullité qu'il ne sut pas cacher. » Il quitte ce poste le 31 octobre 1758 et, le 1er décembre 1758, le duc de Choiseul fait nommer Nicolas René Berryer (1703-1762), intendant général de police de Paris, pour le remplacer.
Massiac est alors promu vice-amiral de la flotte du Levant et fait Grand-croix de l'ordre royal et militaire de Saint-Louis. A ce poste il réorganise la défense de la flotte commercial française afin de contrer de nouvelles tentatives de piraterie barbaresques et ottomanes.
Il épouse à la fin de l'année 1758 sa maîtresse, Madame Gourdan, veuve du premier commis du ministère de la Marine, née Louise-Catherine Choart de Magny (1698-1777), fille d'un commissaire de la Marine.
Le marquis de Massiac meurt le 15 août 1770 à l'hôtel de Massiac, à Paris. Il est alors âgé de 83 ans, dont 69 passés au service (de 1701 à 1770). Son billet de part, informant parents, amis et relations de son décès est rédigé en ces termes : 

« Vous êtes priés d'assister aux convoi et enterrement de Haut et Puissant Seigneur Claude-Louis, marquis de Massiac, vice-amiral de France, Grand-Croix de l'Ordre Royal et Militaire de Saint-Louis, ancien Secrétaire d'Etat au département de la marine, décédé en son hôtel, place des Victoires, qui se feront demain, vendredi 17 août 1770, à 7 heures du soir, en l'église de Saint-Eustache, sa paroisse, où il sera inhumé. »

## Hommages
Une flûte de la Compagnie des Indes, construite à Lorient en 1758, est nommée Le Massiac en son honneur.